# 鹿角矮珍珠
鹿角矮珍珠（學名：Ranunculus papulentus）是一種毛茛科毛莨屬的水草。它常被當作是水族景觀的景觀植物，生長水溫約為20至27℃，適合水質微弱酸性，需要許多二氧化碳。